# Pseudonitschkia parmotrematis
Pseudonitschkia parmotrematis — вид грибів, що належить до монотипового роду Pseudonitschkia.